# Lost Songs (...And You Will Know Us by the Trail of Dead)
Lost Songs è l'ottavo album in studio del gruppo rock statunitense ...And You Will Know Us by the Trail of Dead, pubblicato nel 2012.

## Tracce
Edizione CD
1. Open Doors – 5:01
2. Pinhole Cameras – 4:48
3. Up to Infinity – 4:46
4. Opera Obscura – 3:44
5. Lost Songs – 2:04
6. Flower Card Games – 4:53
7. A Place to Rest – 3:14
8. Heart of Wires – 2:55
9. Catatonic – 3:35
10. Awestruck – 4:10
11. Bright Young Things – 3:40
12. Time and Again – 2:52

Tracce bonus (Vinile/Edizione deluxe)
1. Skywhaling – 2:25
2. Mountain Battle Song – 4:54
3. Verschollene Songs – 2:07
4. Idols of Perversity – 2:34

## Formazione
- Conrad Keely – voce, chitarra, tastiere
- Jason Reese – voce, chitarra, batteria (tracce 4 e 5)
- Jamie Miller – chitarra, batteria (tutte eccetto 4 e 5)
- Autry Fulbright – basso, chitarra (9)